# تضمن
در کاربردشناسی، زیررشته‌ای از زبان‌شناسی، تضمن (انگلیسی: Implicature) چیزی‌ست که گوینده با یک گفته، بدون بیان عینی، القا یا به شکل ضمنی اظهار می‌کند. تضمن می‌تواند در برقراری ارتباط به شکلی بهینه‌تر نسبت به اینکه هر چیزی را علناً بیان کنیم، کمک کند. پل گرایس، فیلسوف بریتانیایی، این اصطلاح را در سال ۱۹۷۵ ابداع کرد. گرایس میان تضمن مکالمه‌ای که به دلیل انتظار از گویندگان برای رعایت قوانین کلی مکالمه شکل می‌گیرد و تضمن قراردادی که به کلمات مشخصی مثل اما یا بنابراین گره خورده است، تمایز قائل شد. برای نمونه، این گفتگو را در نظر بگیرید:
آ (خطاب به عابر): بنزین تمام کرده‌ام.
ب: یک پمپ بنزین کمی جلوتر هست.
در اینجا ب نمی‌گوید اما تضمن مکالمه‌ای این مفهوم را نتقال می‌دهد که پمپ بنزین باز است؛ زیرا در غیر اینصورت گفته او در این بافت نامرتبط می‌بود. تضمن‌های مکالمه‌ای به‌طور سنتی در تضاد با استلزامات در نظر گرفته می‌شوند: آن‌ها پیامدهای ضروری یا منطقی آنچه گفته می‌شود، نیستند؛ بلکه ابطال‌پذیرند. در نتیجه، ب می‌توانست بدون تناقض ادامه دهد:
ب: اما متأسفانه امروز بسته است.
نمونه‌ای از تضمن قراردادی این جمله است: «رضا فقیر اما شاد است» که در اینجا کلمه اما به طور ضمنی معنای تضاد میان فقیر بودن و شاد بودن را القا می‌کند.
بعدتر، زبان‌شناسان تعاریف اصلاح‌شده و متفاوتی از این اصطلاح ارائه دادند که منجر به ایده‌هایی شد که تا حدی از این لحاظ که کدام قسمت‌های مفاهیم منتقل‌شده توسط یک گفته حقیقتاً تضمن هستند و کدام تضمن نیستند، متفاوت بودند.